# Albert Dressler

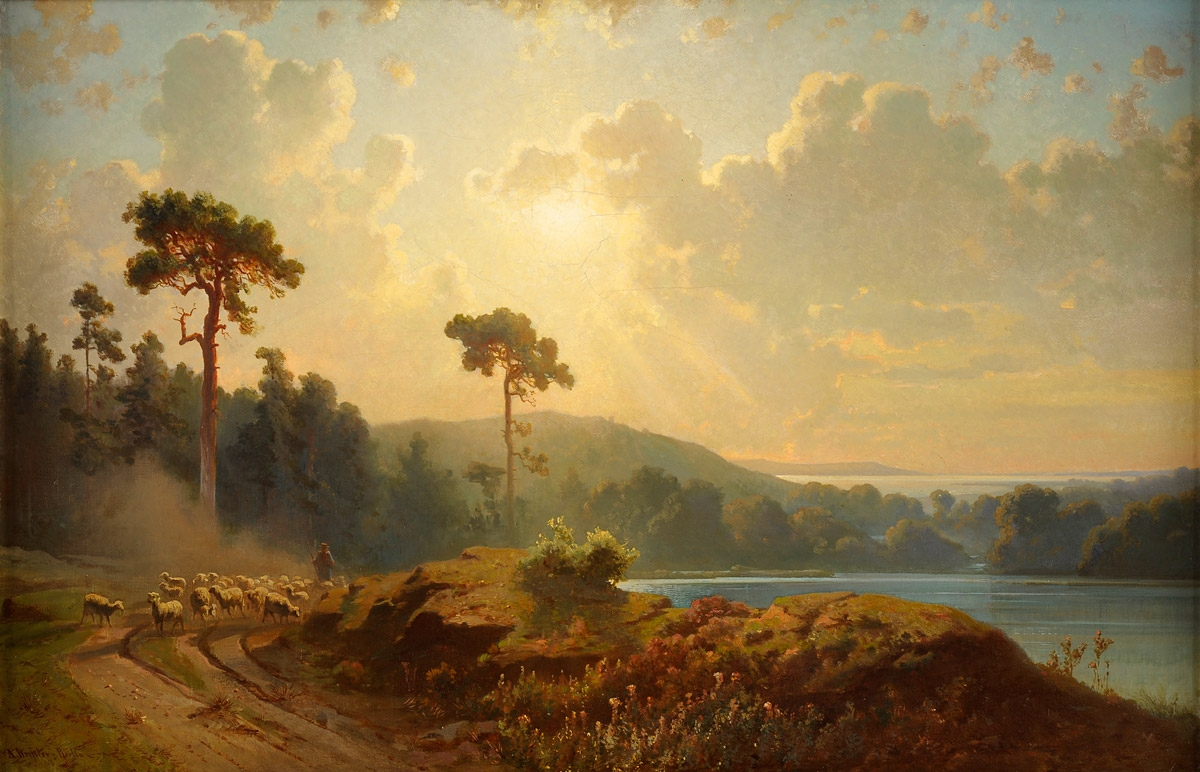
Seenlandschaft (1868)

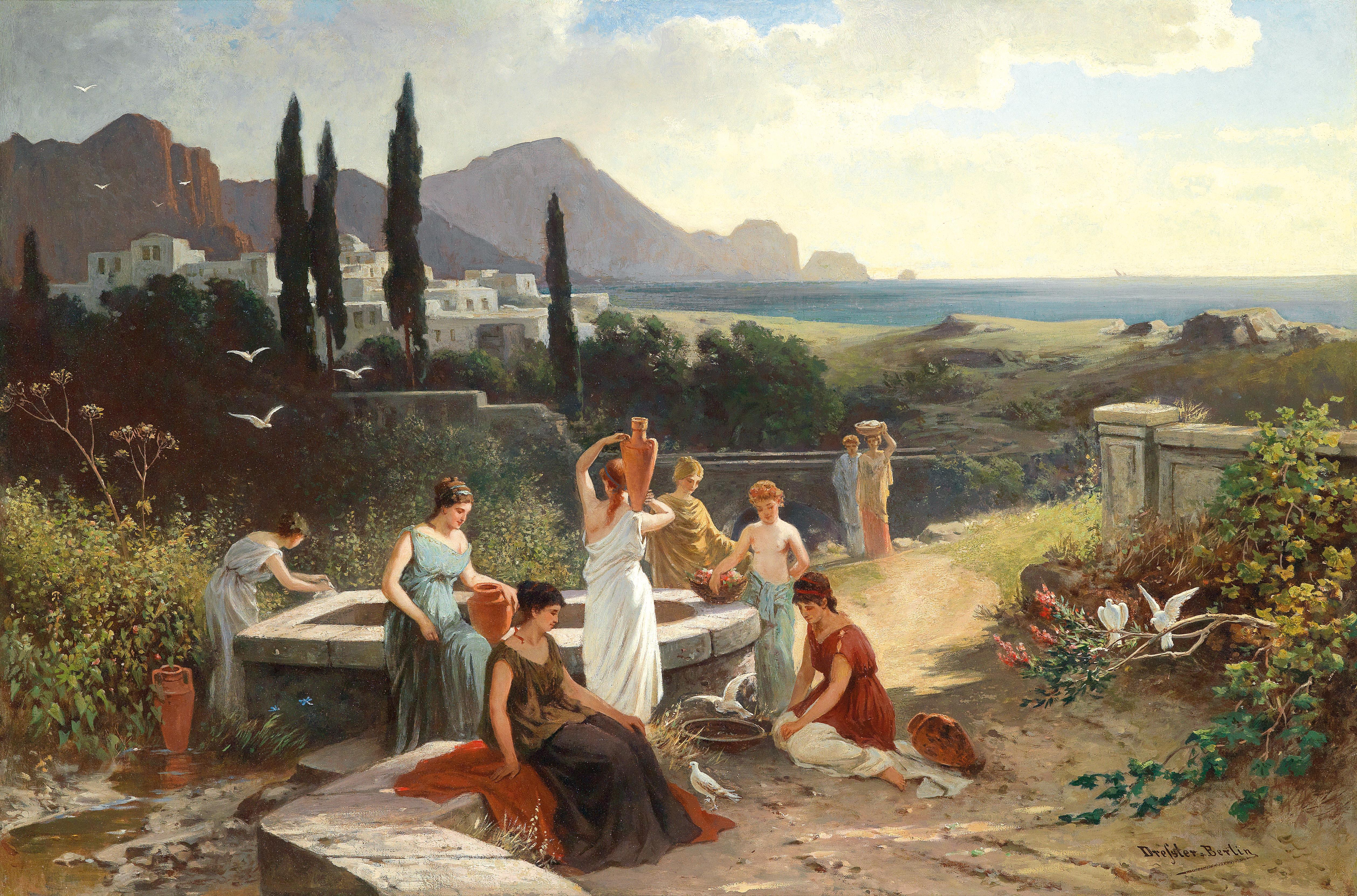
Frauen am Brunnen

Friedrich Wilhelm Albert Dressler (auch Dreßler, * 6. August 1822 in Berlin; † 25. November 1897 ebenda) war ein deutscher Kupferstecher und Maler.

## Leben
Albert Dressler erlernte zunächst den Beruf des Kupferstechers und war als solcher selbstständig tätig. Er wechselte dann zur Malerei und studierte an der Berliner Akademie bei Wilhelm Schirmer. Weitere Studienorte waren danach München und Düsseldorf. Zahlreiche Studienreisen führten ihn etwa nach Capri (1872), in die oberbayerischen Alpen, in den Harz und nach Norddeutschland (um 1850). Von 1856 bis 1893 war er mit seinen Werken regelmäßig auf den Ausstellungen der Berliner Akademie vertreten. Dressler war eng befreundet mit dem Berliner Maler Charles Hoguet. 1866 ernannte ihn die Société royale belge des aquarellistes in Brüssel zum Ehrenmitglied.
Dressler erhielt 1871 eine Professur an der Kunstakademie Königsberg als Nachfolger des erkrankten August Behrendsen. 1894 beendeten eine Augenoperation und ein Schlaganfall das künstlerische Schaffen des Malers. Vereinsamt und mittellos verstarb er nach langer Krankheit 1897 in Berlin. Albert Dressler zu Ehren gab es 1898 eine Gedächtnisausstellung, durchgeführt von der Berliner Nationalgalerie.
Dresslers Motivwahl umfasste vor allem antike, heimatliche und landschaftliche Sujets, ausgeführt als Ölgemälde und in einer Vielzahl von Aquarellen. In Friedrich von Boettichers Malerwerke des 19. Jahrhunderts findet man eine ausführliche Aufstellung seiner Werke.